# Lars Korten
Lars Korten (* 3. April 1972 in Essen) ist ein deutscher Schauspieler.
Er wirkte von März 2004 bis September 2009 in der ARD-Daily Soap Verbotene Liebe mit und spielte darin die Rolle des Leonard Graf von Lahnstein. Am 27. Juli 2009 gab er seinen Ausstieg aus der Soap nach fünf Jahren bekannt. Von 2015 bis 2021 spielte er die Rolle des Christoph Lukowski in der Serie Alles was zählt.

## Fernsehen
- 2004–2009: Verbotene Liebe (Fernsehserie, Folgen 2172–3462)
- 2005: Die Rosenheim-Cops: Umzug für eine Leiche (Fernsehserie, eine Folge)
- 2011; 2013: Alarm für Cobra 11 – Die Autobahnpolizei (Fernsehserie, zwei Folgen, verschiedene Rollen)
- 2015–2021: Alles was zählt (Fernsehserie)
- 2016: Kinder sind Engel (Kurzfilm)
- 2019: Lindenstraße (Fernsehserie, drei Folgen)